# Uson
Uson è una municipalità di quarta classe delle Filippine, situata nella Provincia di Masbate, nella Regione di Bicol.
Uson è formata da 35 baranggay:
- Arado
- Armenia
- Aurora
- Badling
- Bonifacio
- Buenasuerte
- Buenavista
- Campana
- Candelaria
- Centro
- Crossing
- Dapdap
- Del Carmen
- Del Rosario
- Libertad
- Mabini
- Madao
- Magsaysay

- Marcella
- Miaga
- Mongahay
- Morocborocan
- Mabuhay
- Paguihaman
- Panicijan
- Poblacion
- Quezon
- San Isidro
- San Jose
- San Mateo
- San Ramon
- San Vicente
- Santo Cristo
- Sawang
- Simawa